# Borsdorfer Apfel

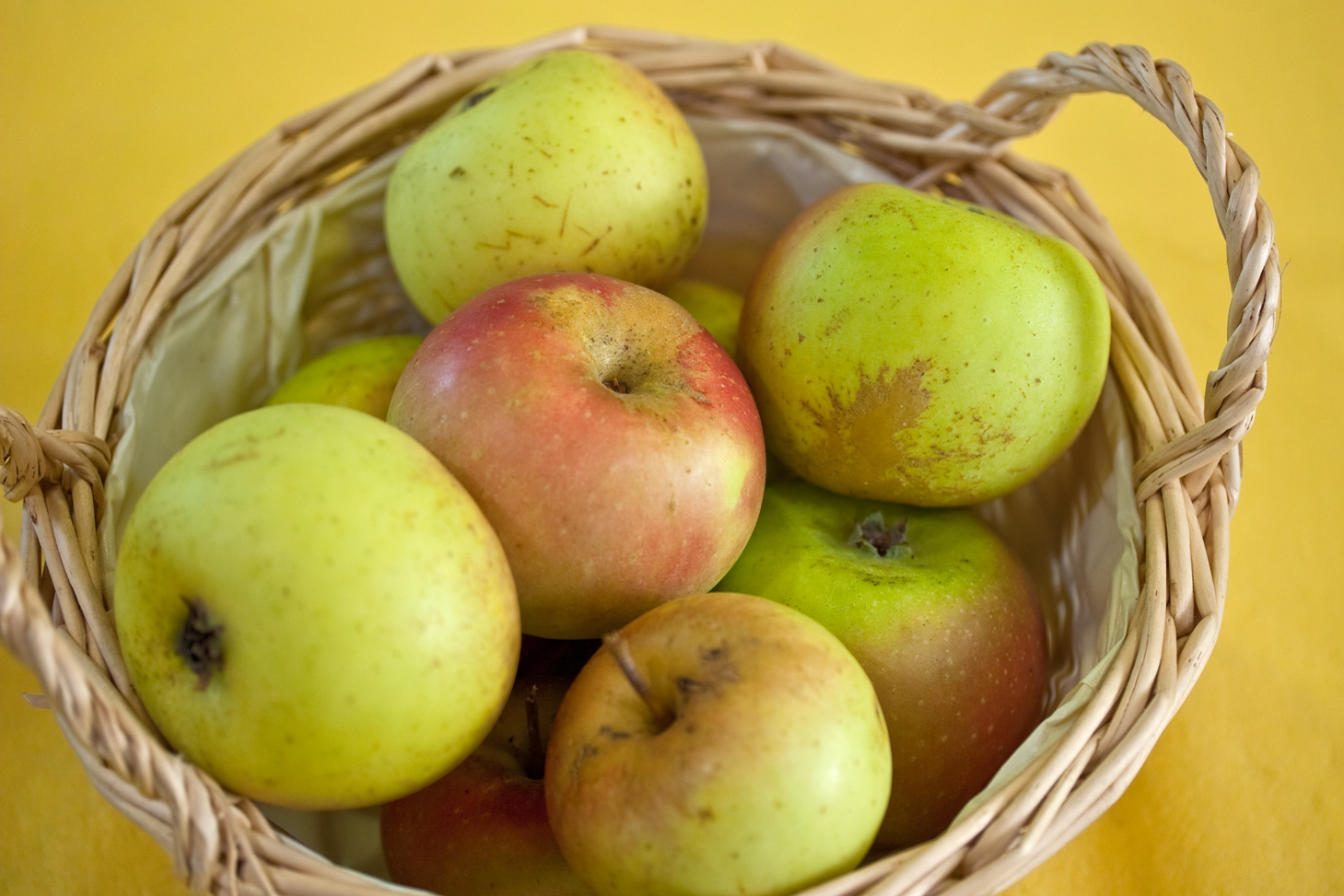
La manzana Edelborsdorfer.

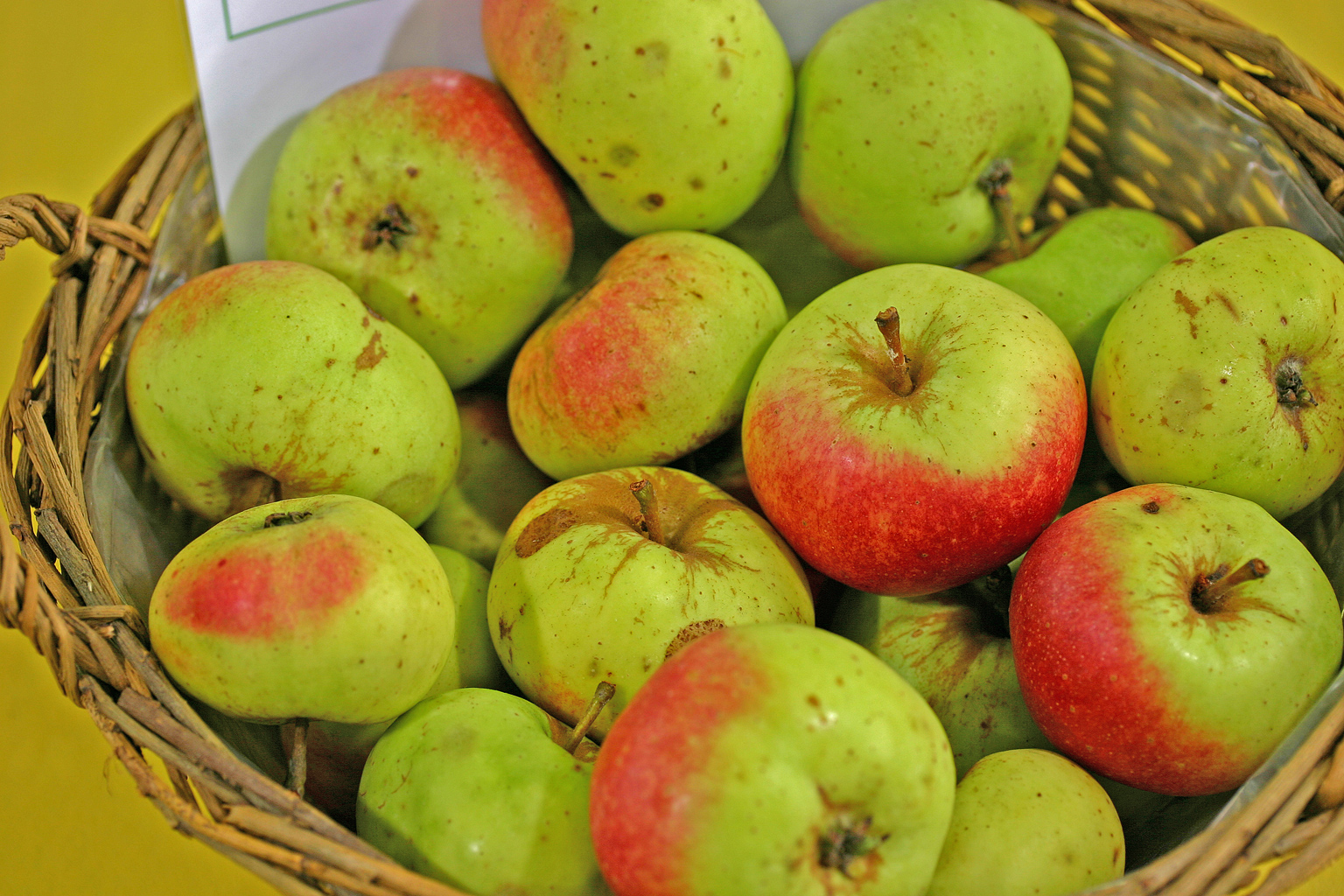
La manzana Zwiebelborsdorfer.

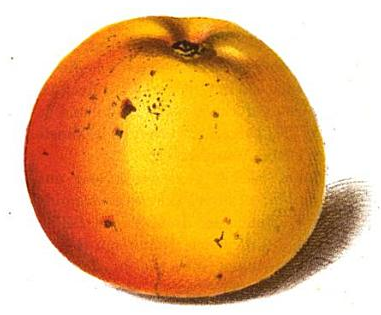
La manzana Cludius’ Borsdorfer.

Borsdorfer Apfel en español: La manzana Borsdofer es el nombre para varias variedades cultivares de manzanas (Malus domestica) alemanas antiguas de la herencia.

## Historia
Entre las más conocidas de ellas es la variedad de manzana alemana más antigua, Edelborsdorfer mencionada por primera vez en 1175 en los monasterios cistercienses.

## Características
Según investigaciones realizadas con análisis de ADN microsatélite, estas variedades se dividen en los tres grupos: 
- Edelborsdorfer,
- Maschanzker,
- Borsdorfer.

Otras variedades incluidas en este grupo son: 'Zwiebel Borsdorfer', 'Dithmarscher Borsdorfer', 'Doberaner Borsdorfer Renette', 'Steirischer Maschantzger', 'Angelner Borsdorfer', Cludius’ Borsdorfer, 'Seebaer Borsdorfer' así como las roja y verde Roter Münsterländer Borsdorfer y Gelber Münsterländer Borsdorfer.

## Usos
Estas variedades producen abundantes cosechas anualmente. Funcionan bien en un huerto particular o como una variedad de jardín. Generalmente bien recibido para las ventas en granjas.
Estas variedades de la herencia son buenas manzanas de uso de postre fresca en mesa, también buenas manzanas de cocina para pastelería, y en las elaboraciones de sidra.